# Đường E 44 (Các Tiểu vương quốc Ả Rập Thống nhất)
E 44 (tiếng Ả Rập: إ ٤٤) là một trong những con đường chính của Các Tiểu vương quốc Ả Rập Thống nhất (UAE). Con đường nối thành phố Dubai với thị trấn Hatta. Ở Dubai, nó cũng được gọi là đường Al Khail, đường Ras al Khor và đường Al Aweer cao tốc Dubai-Hatta. E 44 cũng kết nối Các Tiểu vương quốc Ả Rập Thống nhất với Oman.
E 44 bắt đầu từ Al Barsha, Dubai và chạy gần song song với E 11 (Đường Sheikh Zayed) và E 311 (Đường Emirates). Nó được gọi là đường Ras Al Khor sau khi qua ngã ba đường E 44-Oud Mehta gần lạch Dubai. E 44 kết thúc ở thị trấn Hatta.

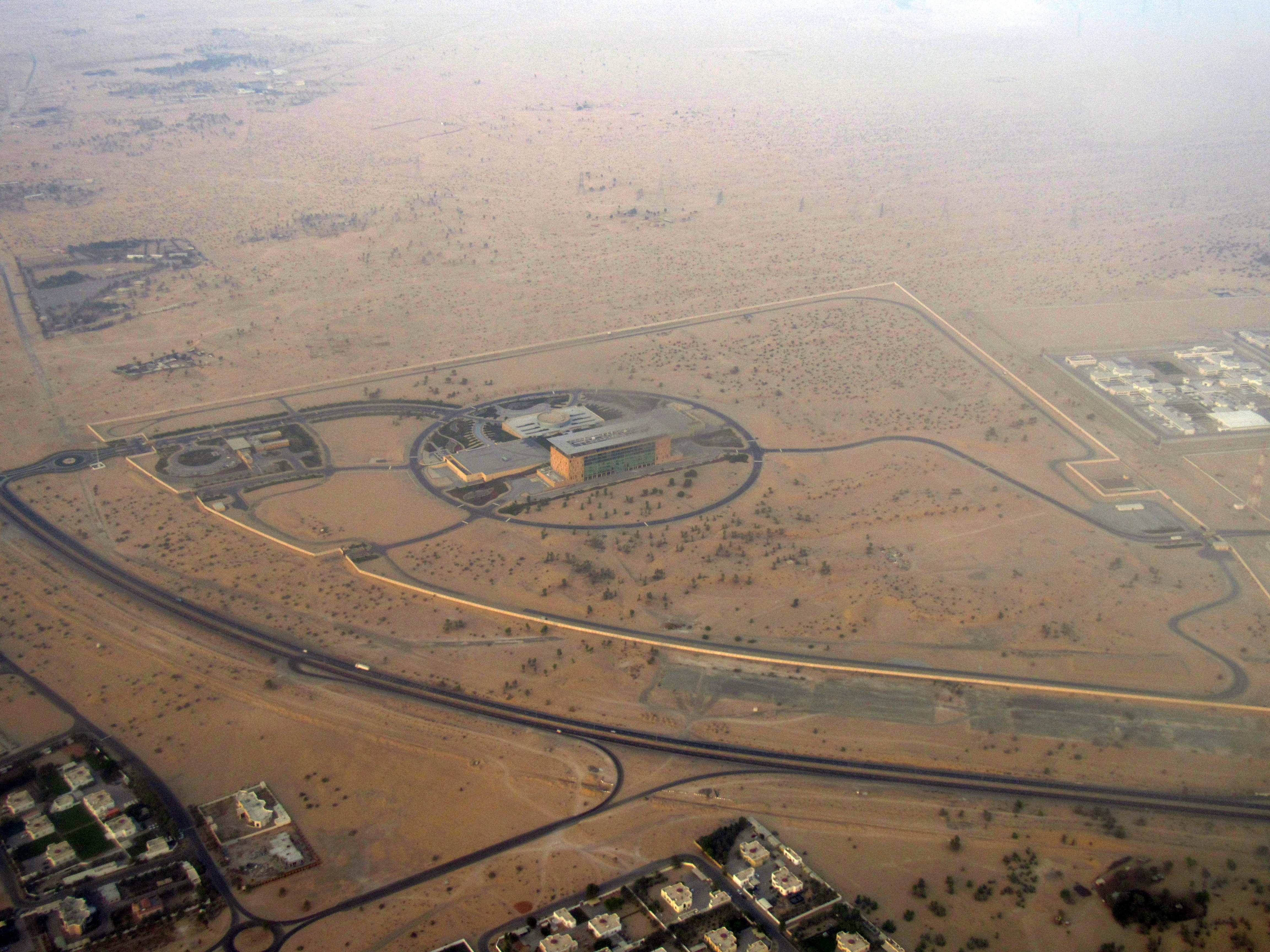
Nhìn từ trên cao đường cao tốc